# Kristoffer Gudmund Nielsen
Kristoffer Gudmund Nielsen (Brønshøj, 20 mei 1985) is een Deens professioneel wielrenner sinds 2004. Sinds 2005 rijdt hij voor Team GLS.

## Palmares
2003
- Nationaal kampioen ploegentijdrit (Junioren)

2004
- Ringsted
- Haderslev

2005
- Nationaal kampioen ploegentijdrit
- Hillerød
- Aarhus

2006
- Køge
- 1e etappe Ronde van Slowakije

2008
- Nationaal kampioen ploegentijdrit
- Eindklassement Ronde van Slowakije